# Polityka energetyczna
Polityka energetyczna – element polityki publicznej, realizowanej przez władze, w której określone są takie strategiczne kwestie, jak m.in.: wielkość i źródła produkcji energii (odnawialne źródła energii/nieodnawialne źródła energii), sposób jej dystrybucji i konsumpcja. Polityka energetyczna może obejmować takie elementy, jak przepisy krajowe, umowy międzynarodowe, zachęty do inwestycji, wytyczne dotyczące oszczędzania oraz efektywności energetycznej, podatki i inne instrumenty związane z polityką publiczną.
Na poziomie lokalnym realizowana jest także miejska polityka energetyczna, której celem jest zwiększenie bezpieczeństwa energetycznego, poprzez podnoszenie efektywności energetycznej oraz rozwijanie infrastruktury energetyki odnawialnej. Działania te ograniczają import paliw i surowców energetycznych z innych regionów kraju i zagranicy. W tym kontekście pojawiają się także postulaty samowystarczalności energetycznej miast.
Najnowszym pakietem przepisów Unii Europejskiej w obszarze polityki energetycznej (i powiązanej z nią polityki klimatycznej) jest tzw. pakiet zimowy, który stawia konsumentów a nie jak dotychczas producentów energii w centrum polityki energetycznej.